# Fatma Aydemir

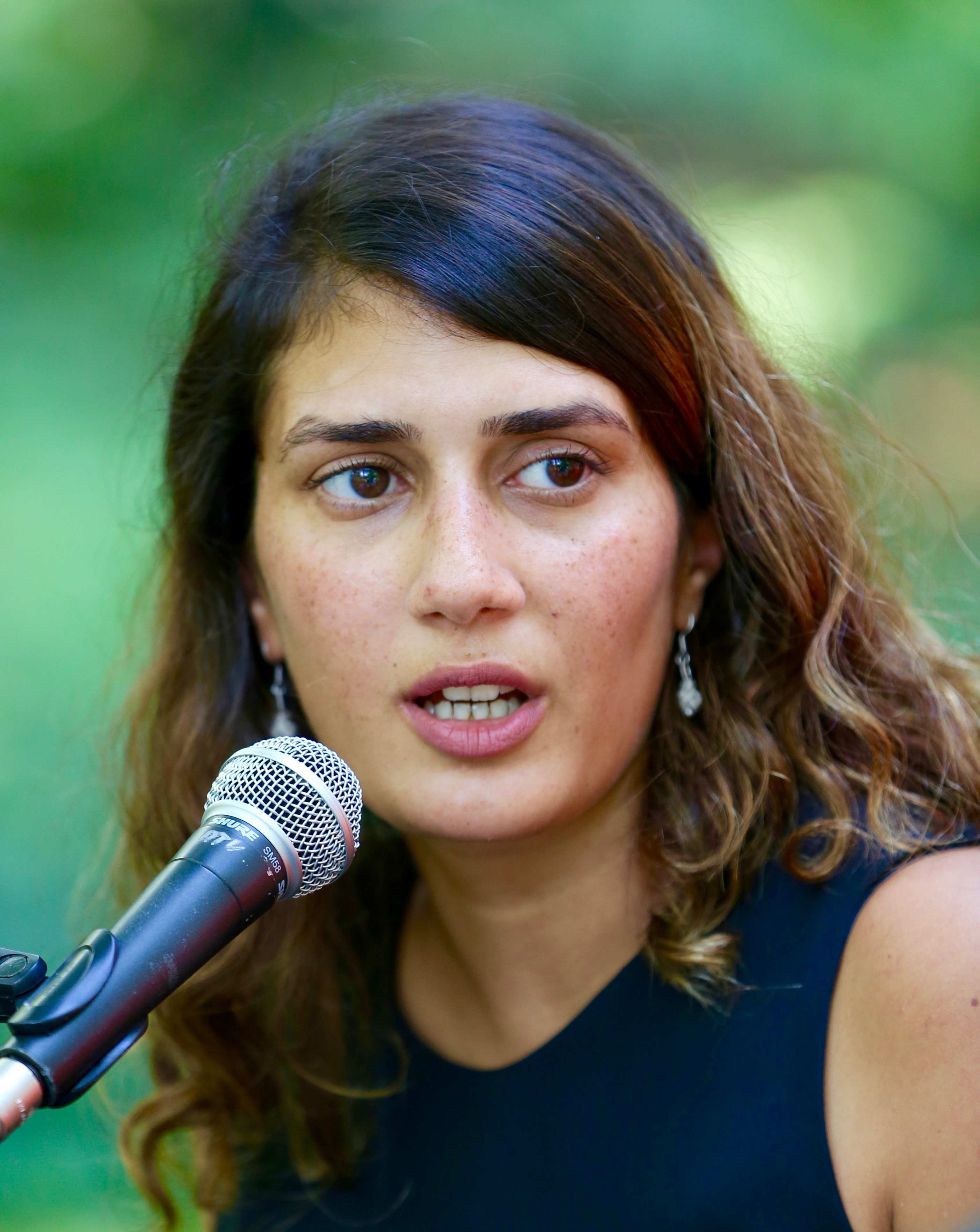
Fatma Aydemir 2017

Fatma Bahar Aydemir (* 1986 in Karlsruhe) ist eine deutsche Journalistin und Schriftstellerin.

## Leben
Fatma Aydemir wuchs in einem Vorort von Karlsruhe auf. Ihre Großeltern kamen als kurdisch-türkische Gastarbeiter nach Deutschland, als ihre Eltern Teenager waren. Sie studierte Germanistik und Amerikanistik in Frankfurt am Main. 
Seit 2012 lebt Aydemir in Berlin und arbeitete bis 2023 als Redakteurin bei der Tageszeitung taz, wo sie sich mit den Themen Popkultur, Literatur und der Türkei beschäftigte. 
Sie war Mitbegründerin des zweisprachigen Webportals taz.gazete (2017–2020), als Reaktion auf die staatlichen Repressionen gegen die Pressefreiheit in der Türkei.
Seit 2023 ist sie Kolumnistin der europäischen Ausgabe des Guardian.
Seit September 2023 gibt sie gemeinsam mit Enrico Ippolito, Miryam Schellbach und Hengameh Yaghoobifarah das Literaturmagazin Delfi heraus.
Im Wintersemester 2024/2025 unterrichtete sie am Deutschen Literaturinstitut in Leipzig.

## Werk
Ihr 2017 erschienener Debütroman Ellbogen, der von einer Gewalteskalation in einer U-Bahn-Station handelt, spaltete die Kritik. Rezensent Philipp Bovermann schätzt in der Süddeutschen Zeitung Aydemirs klare Sprache und empfindet das Buch als zwei Tritte in den Magen: „Einer für die misogyne türkische Gesellschaft. Und einer für die Verlogenheit der ach so liberalen Deutschen.“ Andrea Diener von der Frankfurter Allgemeinen Zeitung dagegen hätte sich differenziertere Beobachtungen der deutsch-türkischen Protagonistin Hazal gewünscht: „Die Autorin legt nicht besonders großen Wert darauf, dass uns diese Hazal im Laufe des Buches sympathisch wird, und so entgleitet sie dem Leser“.
Aydemirs 2022 erschienener zweiter Roman Dschinns lobte die Literaturkritikerin Meike Feßmann als „ein Wunderwerk an Präzision und Einfühlung.“ In der ZEIT kritisierte Iris Radisch dagegen, das Buch sei in einem „stereotypen, politaktivistischen Jargon“ geschrieben; „Literatur, auch überzeugende engagierte Literatur, die immer einen Sinn für die Form und die gesellschaftliche Dialektik hat, klingt anders“.
Gemeinsam mit Hengameh Yaghoobifarah gab sie den Essayband Eure Heimat ist unser Albtraum heraus. Das Buch versammelt Texte von 14 Autoren, die sich mit Rassismus und Antisemitismus in der deutschen Gesellschaft befassen und sich kritisch mit dem Heimatbegriff auseinandersetzen.

## Adaptionen in Theater und Film
Am 18. Januar 2020 feierte ihr Roman Ellbogen unter der Regie von Selen Kara am Nationaltheater Mannheim Premiere und auch Dschinns erlebte in einer Bühnenfassung unter gleicher Regie am 8. Juli 2022 seine deutsche Uraufführung am NTM. Am Maxim Gorki Theater in Berlin feierte Dschinns unter der Regie von Nurkan Erpulat am 17. Februar 2023 seine Premiere. Die Bühnenrechte für Dschinns und sechs weitere Romane auf der Longlist 2022 des Deutschen Buchpreises hatte sich der Rowohlt Theater Verlag gesichert.
Im Auftrag des Schauspiel Essen verfasste sie ihr erstes Theaterstück Doktormutter Faust, welches in der Regie von Selen Kara im September 2023 uraufgeführt wurde.
2024 inszenierte Murat Dikenci ihren Roman Ellbogen am Maxim Gorki Theater in Berlin.
2024 erschien die Romanverfilmung Ellbogen (86 min.) von Regisseurin Aslı Özarslan. Sie hatte auf den Berliner Internationalen Filmfestspielen Berlinale im Februar 2024 ihre Weltpremiere.

## Werke

### Romane
- Ellbogen. Roman. Hanser, München 2017, ISBN 978-3-446-25441-1.
- Dschinns. Roman. Hanser, München 2022, ISBN 978-3-446-26914-9.
  - Dschinns wird u. a. ins Arabische, Bosnische, Englische, Finnische, Französische, Italienische, Kroatische und Polnische übersetzt.[20]
  - Französische Übersetzung: Olivier Mannoni: Fantômes. Mercure de Fran 2024, ISBN 978-2-7152-6180-8.
  - Englische Übersetzung: Jon Cho-Polizzi: Djinns. University Of Wisconsin Press 2024, ISBN 978-0-299-34924-0.

### Theaterstücke
- Doktormutter Faust. Suhrkamp Theater Verlag, Berlin 2023, ISBN 978-3-518-43209-9.

### Herausgeberschaft
- gemeinsam mit Hengameh Yaghoobifarah: Eure Heimat ist unser Albtraum. Ullstein, Berlin 2019, ISBN 978-3-96101-036-3.
- gemeinsam mit Hengameh Yaghoobifarah, Enrico Ippolito, Miryam Schellbach (Hrsg.): Delfi 01 Tempel – Magazin für neue Literatur, Ullstein, Berlin 2023, ISBN 978-3-546-10090-8.
- gemeinsam mit Hengameh Yaghoobifarah, Enrico Ippolito, Miryam Schellbach (Hrsg.): Delfi 02 Fleisch – Magazin für neue Literatur, Ullstein, Berlin 2024, ISBN 978-3-546-10092-2.

## Preise und Stipendien
- 2017 Klaus-Michael Kühne-Preis des Harbour-Front-Literaturfestivals für den besten Debütroman des Jahres[21]
- 2017 deutsche Preisträgerin des Franz-Hessel-Preises[22]
- 2018 Jahresstipendium für Schriftsteller des Ministeriums für Wissenschaft und Kunst des Landes Baden-Württemberg
- 2019 Stipendiatin der Villa Aurora in Los Angeles[23]
- 2020 Robert-Gernhardt-Preis[24]
- 2022 Shortlist des Deutschen Buchpreises 2022[25]
- 2023 Preis der LiteraTour Nord[26] für ihren Roman Dschinns
- 2024 Preis der Frankfurter Buchmesse für die beste Adaption (zusammen mit Aslı Özarslan für den Film "Ellbogen")[27]